# Valingu

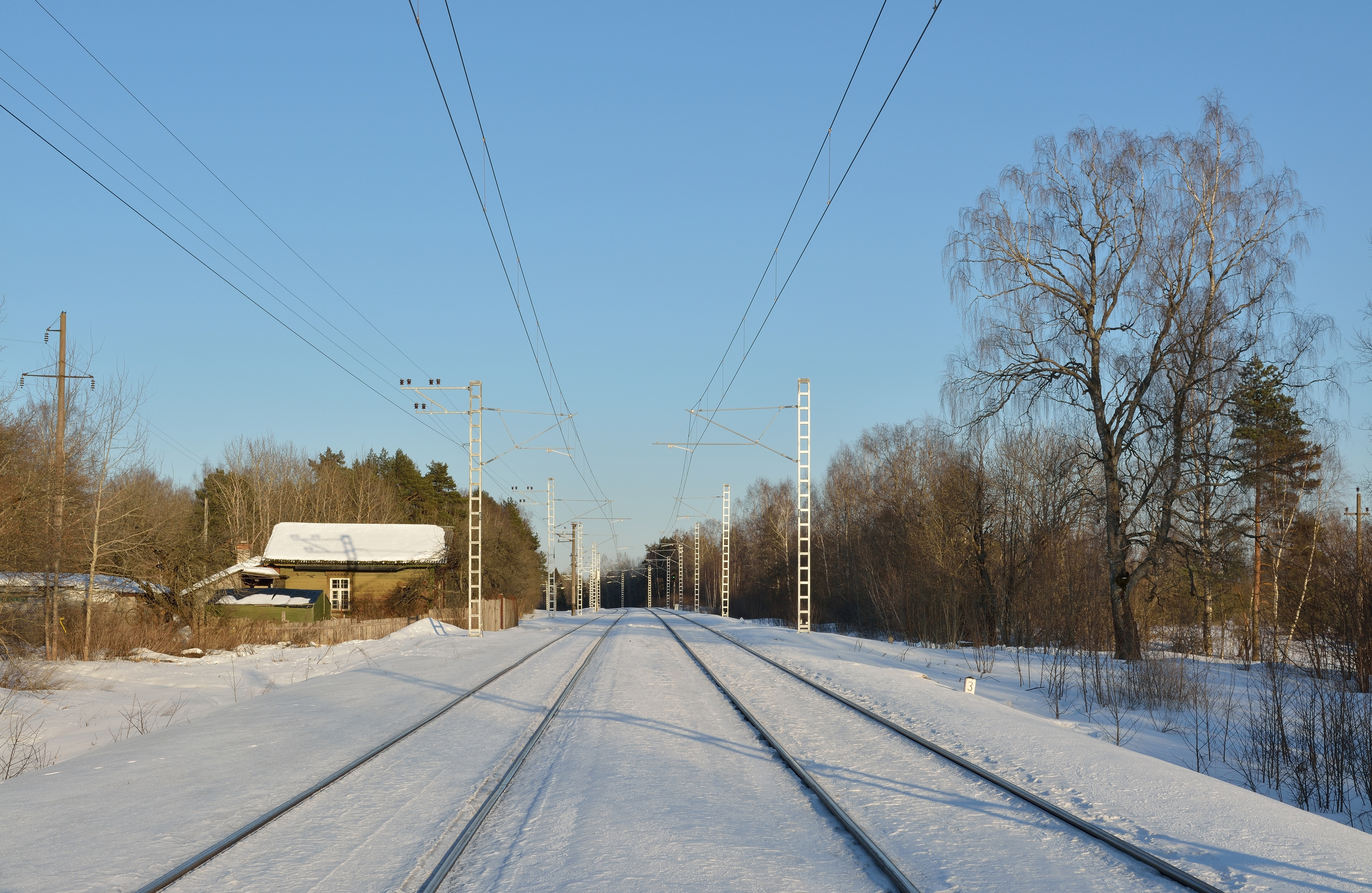

Valingu (avant les années 1930 : Walling) est un village estonien de la région d'Harju situé dans la commune de Saue qui comptait 200 habitants en 2008.

## Domaine
Le domaine seigneurial de Walling dépendant de la paroisse de Kegel est formé au XVIIe siècle. Il est acquis en 1733 par Magnus Gabriel von Knorring et passe en 1761 à Berend Otto von Mohrenschildt (1718-1789), Landrat du gouvernement d'Estland, et en 1794 au baron Berend Heinrich von Toll. Il est vendu en 1814 à Wilhelm Gustav Samson von Himmelstjerna (1781-1858) et reste dans cette famille jusqu'à son expropriation en 1919 par les lois foncières de nationalisation votées par la nouvelle république estonienne.
Le manoir construit au début du XIXe siècle est de style néoclassique avec des pilastres et un fronton à la grecque soutenu par quatre colonnes ioniques en milieu de façade.